# Hrncová přilba

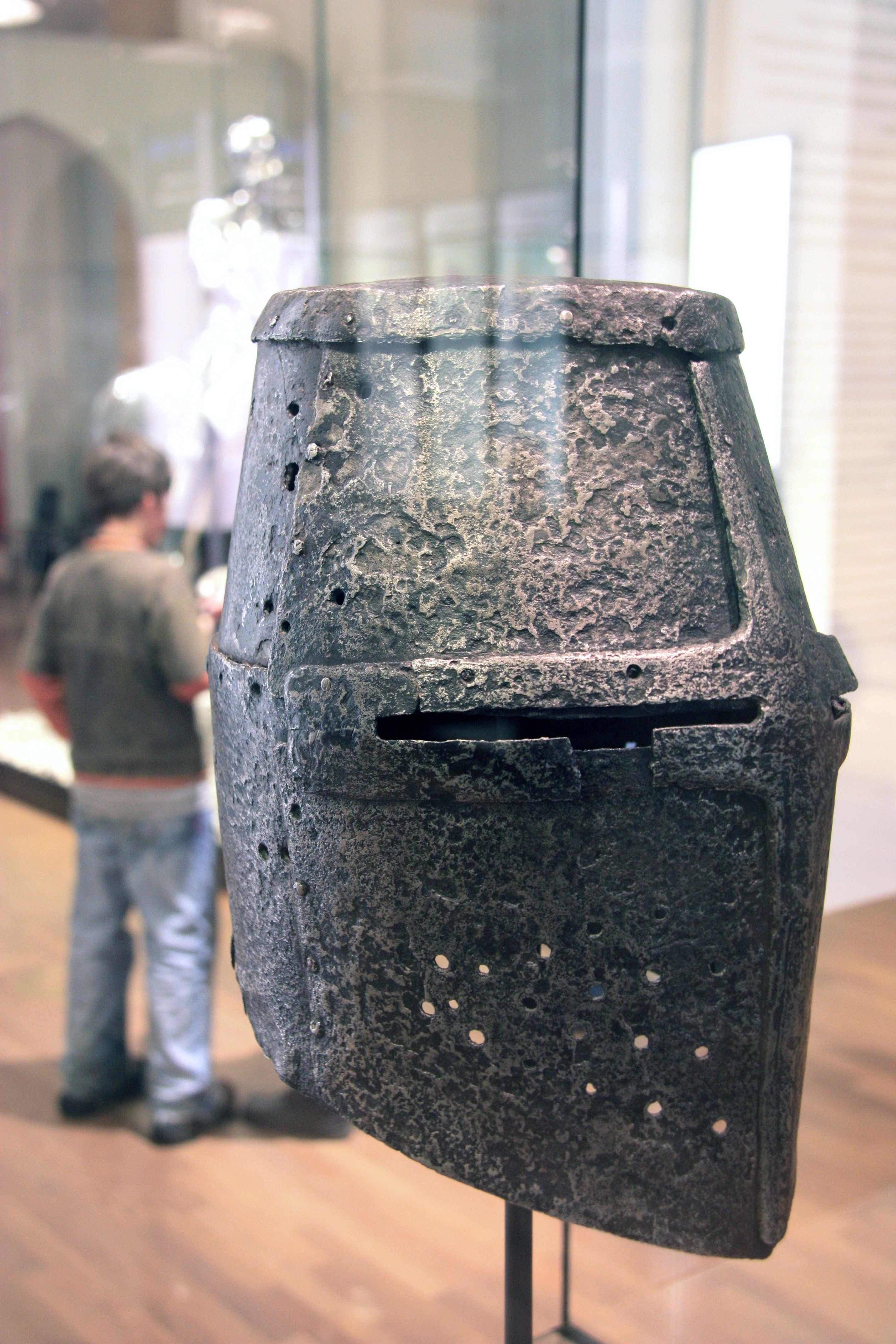
Německá hrncová přilba ze 13. století

Hrncová přilba (latinsky galea, francouzsky heaume, hiaumet, yaume, německy helm a anglicky great nebo pot helmet) byl ochranný prvek zbroje hlavy jízdního a pěšího evropského těžkooděnce na konci 12. až 13. století. Byla vyvinuta za účelem účinné ochrany celé hlavy, kterou starší přilby (železné klobouky, konické, cylindrické otevřené přilby a přilby s pevným hledím) nedokázaly spolehlivě poskytnout. Na počátku 14. století je postupně nahrazována kbelcovou přilbou, i když jsou obě přilby konstrukčně a velikostně prakticky stejné. Odlišovaly se pouze vrcholy, hrncová má rovný vrchol a kbelcová víceméně zaoblený, který lépe odolává úderům zbraní.

## Historie
Hrncové přilbě předcházela takzvaná přilba s pevným hledím. Tyto přilby se poprvé objevují v posledních desetiletích 12. století a nebyly příliš rozdílné proti těm z předchozího období (cylindrické, konické…). Měly ale jedno vylepšení, že obličej nositele chránil plech (pevné hledí) sahající přibližně k jeho bradě, s průduchy a průzory, umístěný na místo nosníku. Zadní a částečně boční část přilby kryje hlavu pouze do výše uší. Od tohoto druhu přilby to není příliš daleko k úplně uzavřeným hrncovým přilbám. Úplně uzavřené přilby se ojediněle objevují na konci 12. století, ale ne v hojných počtech, např. na pečeti anglického krále Richarda Lví srdce můžeme vidět těžkého jezdce s tehdy moderní uzavřenou hrncovou přilbou na hlavě. Přilby s pevným hledím a novější hrncové přilby spolu koexistovaly celou první polovinu 13. století, kolem poloviny 13. století začínají převládat už hrncové. Na konci 13. a začátku 14. století. již jsou hrncové přilby nahrazeny kbelcovými.

## Popis přilby

### Konstrukce
Přilba měla přibližně tvar válce snýtovaného z několika plátů vzájemně na sebe o tloušťce 2 až 5 mm, stěny byly kolmé nebo na sebe různě navazovaly pod různými úhly, vrch byl vždy plochý. Na přední straně přilby se nacházely průduchy a průzory, přední část helmy byla také někdy vyztužena kovovým pásem připevněným nýty. Pás vedl od čela mezi očima po špičku brady, někdy měl tvaru kříže s příčným ramenem ve výši očí, kde obepínal a zesiloval obrubu průzoru přilby. Přilba mohla vážit i 5 kg a byla často vykována z nekvalitního obyčejného železa.

### Povrchová úprava
Vinou nepříliš nevyspělého kovářství a platnéřství 12. a 13. století bylo kvalitní zpracování povrchu hrncové přilby po výrobě spíše záležitostí vyšší šlechty a královské rodiny a ani u nich nebylo zpracování vždy perfektní a zcela čisté. Proto byl povrch většiny tehdejších přileb překryt barvou a malbou, ta mohla také různými způsoby korespondovat s erbem nositele přilby. Dále mohly být přilby pozlaceny nebo plátované bronzem, nejčastěji ale byly zlaceny pouze vyztužovací pásy na přední straně přilby. Celkově tyto úpravy povrchu nebyly prováděny pouze z důvodu vzhledu, ale také kvůli ochraně přilby před korozí.

### Klenot
Jelikož hrncová přilba pokrývala celou hlavu svého vlastníka, bylo velmi obtížné až nemožné rozeznat jeho identitu na bitevním poli a to ať od jeho spolubojovníků a možná i nepřátel. Proto se začaly používat takzvané klenoty, které kromě varkočů, namalovaných štítů pomáhaly k jeho rozeznání a reprezentaci. Nacházeli se vždy na vršku hrncové přilby, většinou měly podobu heraldické figury například zvířete, křídla, rohů atd. Klenotem mohla být i kožená nebo slabá dřevěná deska na které byl namalován stejný motiv jako na štítě, tj. znak a heraldika majitele. Klenoty byl vyráběny z různorodých materiálů dřeva, kovu, kůže, nebo i z opravdových rohů či parohů, klobouků, biskupské mitry. Později se klenoty dostávají i s přilbami do šlechtických znaků a heraldiky. Nejstarší takový klenot na rané hrncové přilbě je historicky doložen na pečeti Richarda Lví srdce. V Čechách je takováto výzdoba přileb prokazatelně doložena už v polovině 13. století, podle pečetí české šlechty.

### Přikryvadla
Přikryvadla byly jakési obdélníkové či různě vykrajované pokrývky helmy kryjící helmu shora a spadající na rytířova záda. Měly vždy barvu heraldiky rytíře.